# Апартман (филм из 1996)
Апартман (фр. L'Appartement) је француски филм из 1996. године режисера Жила Мимунија. Главне улоге играју: Венсан Касел, Моника Белучи и Роман Боринже.

## Улоге
| Глумац           | Улога   |
| ---------------- | ------- |
| Венсан Касел     | Макс    |
| Моника Белучи    | Лиса    |
| Роман Боринже    | Алиса   |
| Жан-Филип Екофе  | Лисјен  |
| Сандрин Киберлен | Маријел |
| Оливје Граније   | Данијел |